# 張勉 (韓國)
張勉（1899年8月28日—1966年6月4日），是韩国政治人物，出生于漢城府（今首爾）鍾路區積善洞，本貫是仁同張氏，信仰天主教。号雲石，字志兑（지태），教名若翰（요한），美國名若翰·勉·張（John Myon Chang）。其父是張箕彬。弟張勃（首爾大學首任美術大学学長）、張剋（世界有名的航空工学学者）。在朝鮮日治時期為教育家。朝鮮光復後，张勉在1948年－1950年任韓國駐美大使，1950年－1952年和1960年－1961年曾两次任韩国总理；1956年－1960年任韓國最後一任韩国副总统，之後副總統的職位廢除。其四子張益為天主教春川教區主教。

## 生平

### 初記
父亲张箕彬是一名税务官，母亲黄卢夏，是黄圣集的次女，張勉作为长男出生于朝鲜汉城，但因父亲张箕彬是京畿道仁川郡人，因此，另一說張勉的出生地是仁川。父亲张箕彬的雅号太岩，张箕彬子女雅号的行列字石，所以張勉的雅号叫作雲石（운석）。
張勉1906年8月入读仁川圣堂附设博文小学校，学习韩文，汉学，数学等，1910年入读博文学校高等科，1912年博文学校高等科毕业。1912年3月入读仁川寻常小学校六学年，1913年4月入读仁川寻常小学校高等科，1914年4月进入京畿道水原农林高等学校。
1916年6月張勉和金玉胤结婚。1917年3月水原农业学院毕业。1919年张勉去美国进纽约曼哈顿大学留学。1925年作为曼哈顿大学韩国人天主教徒代表赴梵蒂冈访问，1927年毕业。随后回到朝鲜，在京城曾任天主教青年联合会会长、东星商业学校教员、校长及启星国民学校校长等职。 

### 教育活动

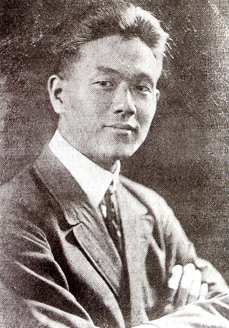
在美国曼哈顿学院上学时的张勉（1921年）

1931年4月張勉在天主教徒的推荐下招聘为东星商业学校教师。1936年任东星商业学校校长，1937年4月12日兼任惠化洞天主教会附设惠化幼稚园园长。1936年11月任启星国民初等学校第三任校长（至1942年4月），1944年8月再次兼任启星国民初等学校第五任校长（至1945年11月）。 
1945年8月日本投降后，9月韩国民主党创党，张勉的韩民党拒绝加入，1946年2月当选国会议员，进入韩国政界，1948年5月10日当选首爾钟路区的大韩民国国会议员。在48年9月張勉代表大韩民国赴巴黎列席第3次联合国大会。12月任韩国驻梵蒂冈特别大使，1948年美國曼哈頓大學授予他名譽法學博士学位。

### 政治活动

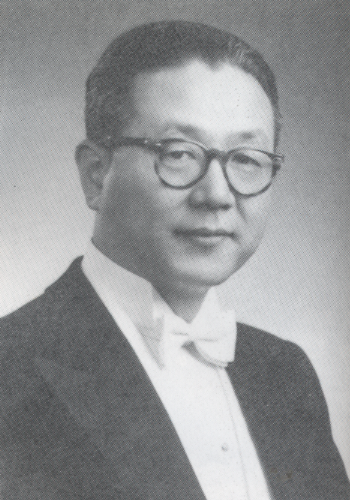
第一任韩国驻美大使張勉（1949年）

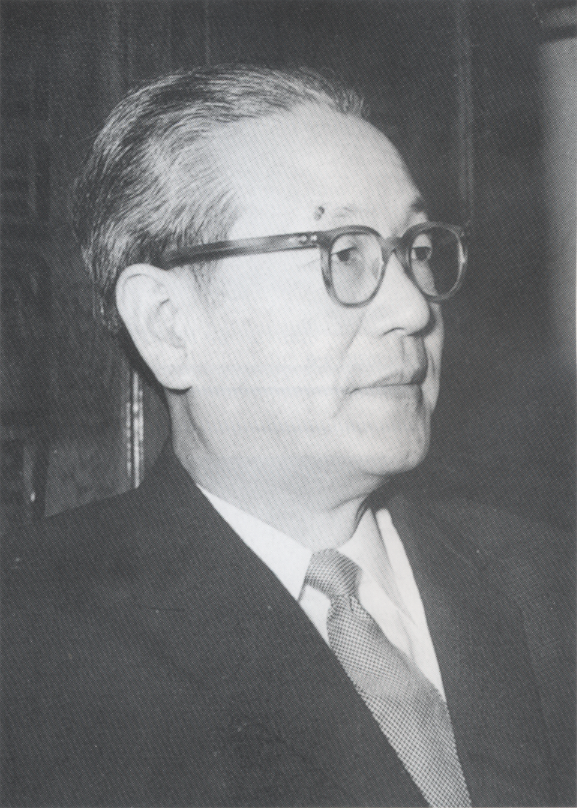
第四任韩国副总统張勉 (1956年)

1949年任第一任韩国驻美大使，1950年朝鲜战争时，张勉作为韩国驻美大使，在联合国安全理事会呼吁为大韩民国的自由和民主，请求联合国军入朝鲜對抗朝鲜人民军。1951年經任命成为韩国总理，1952年4月张勉因参加大韩民国总统竞选而遭李承晚免职。 
1954年加入护宪同志会，1955年11月与申翼熙，尹潽善，赵炳玉等人组建民主党，出任民主党最高委员和国会议员，1956年3月当选第四任韩国副总统。同年9月首爾举行民主党全党大会，开会時张勉遭到杀手的狙击受轻伤。
1959年再次当选民主党最高委员，1960年3月作为民主党总统候选人竞选总统，因“3.15非法选举”，自由党以非法手段，使李承晚以90%得票率第四次当选为总统，張勉落選。李承晚篡改宪法，企图实施长期独裁统治，执政自由党腐败到了极点。内政部和警察局成了负责政权选举的总部，恣意妄为，大肆以非法手段操纵选举。当时，在马山参加抗议示威的马山商业高中学生金朱烈因催泪弹打中头部而身亡，后来，人们发现他的尸体被扔进海中。这一事件成为了革命爆发的导火線，4月19日，以学生为主体的韩国民众发动了民主主义革命，大规模示威活动如同燎原之火迅速蔓延到全国，李承晚于4月26日宣布下台。 
1960年4·19學運後，5月张勉当选第五任韩国国会议员，8月第二共和国成立，改為內閣制，张勉当选国务总理，他执权後试图保障国民的最大自由权限，但因民主黨內訌分裂导致社会无秩序混乱，加上韓國社會對共產主義及北韓的恐懼，1961年朴正熙少將发动5.16军事政变，張勉的韩国总理职务被中止，結束僅9个月的民主黨政府。
政变後，朴正熙实行政治活動净化法（1962年3月16日制定），禁止政党的政治活动，1962年將之關入监狱，释放后，活躍于宗教生活和在野民主党。
1966年，因肝炎逝世。

### 死後
他的遗体安葬在京畿道抱川郡的天主教惠華公園。
1999年8月先后由金大中总统追授予大韓民國建国功勞勳章和大韓民国章（一等奖勋）。

## 评价
韩国对张勉的评价较低。他作为国家领导人，没有抵抗军事政变，而是隐藏在首爾市内的女子修道院里，为人所诟病。

## 親日指控說
张勉被怀疑是親日派。
2009年11月8日，「親日活動研究所」發表了《親日合作者全書》，當中指後來任天主教首爾總教區總主教的盧基南自1940年出任「天主教京城教區全力支持日本參戰聯盟」的主席，而張為聯盟的議員。

## 著書
- 自传：張勉博士回顧錄（한알의 밀이 죽지 않고는），雲石先生紀念出版委員會，作者：韓昌愚，1967年。

## 履历
- 1919年 4月 龍山小神學校 講師
- 1930年 4月1日 京城 東成商業高等學校 教師
- 1931年 東成商業高等學校 行政室長
- 1936年11月9日 東成商業高等學校 校長
- 1939年 4月 - 1942年 8月 第3代 啓星初等學校 校長
- 1939年 9月 朝鮮天主教青年聯合會 會長
- 1941年 日本名 玉岡勉
- 1946年 南朝鮮過渡立法議院 議員, 國立大學教 說立案, 娼女制 廢止 製案
- 1948年 9月 联合国大韓民國特派首席代表
- 1949年 首任大韓民國駐美國大使
- 1950年11月23日 第2任 大韓民國總理
- 1952年 4月 因病辞退
- 1956年 大韓民國 第4任 副總統
- 1960年4月23日 退任
- 1960年8月18日 第8任 大韓民國總理
- 1961年5月16日 被推翻

## 選舉履歷
| 年度 | 選舉屆數        | 選舉區       | 所屬政黨 | 得票數    | 得票率 | 當選標記 | 備註     |
| ---- | --------------- | ------------ | -------- | --------- | ------ | -------- | -------- |
| 1948 | 制憲國會選舉    | 首尔钟路区乙 | 无党籍   | 23,188    | 57.06% |          |          |
| 1956 | 第4屆副总统選舉 | 大韩民国     | 民主黨   | 4,012,654 | 46.4%  |          |          |
| 1960 | 第5屆副总统選舉 | 大韩民国     | 民主黨   | 1,843,758 | 17.5%  |          | 无效选举 |
| 1960 | 第5屆國會選舉   | 首尔龙山区甲 | 民主黨   | 29,098    | 69.59% |          |          |

## 妻子
- 金允玉（1900年 - 1990年）
  - 張英，早死
  - 張震（장진, 1927年 - ，教授）
  - 張建
  - 張益，為天主教春川教區主教
  - 張純（1935年 - ，教授）

## 网站
- 雲石 張勉博士 纪念會
- 張勉：韓國國會
- 張勉：Daum （页面存档备份，存于） 